# Otschakowo (Kaliningrad)
Otschakowo (russisch Очаково, deutsch Groß Kannapinnen, 1938 bis 1945 Steinsruh, litauisch Didieji Kanapynai) ist ein Ort in der russischen Oblast Kaliningrad. Er gehört zur kommunalen Selbstverwaltungseinheit Stadtkreis Gussew im Rajon Gussew.

## Geographische Lage
Otschakowo liegt sieben Kilometer nördlich der Stadt Gussew (Gumbinnen) an der Regionalstraße 27A-033 (ex A198)  im Bereich der Kreuzung mit der Kommunalstraße 27K-153 von Krasnogorskoje (Niebudszen/Herzogskirch) nach Priosjornoje (Gerwischkehmen/Gerwen). Die nächste Bahnstation ist Gussew an der Bahnstrecke Kaliningrad–Tschernyschewskoje der einstigen Preußischen Ostbahn zur Weiterfahrt nach Moskau. 

## Geschichte
Das kleine seinerzeit Canapinnen genannte spätere Gutsdorf bestand noch bis zum Ende des 19. Jahrhunderts aus dem Dorf und dem Gut. Erst dann wurde das Dorf in den Gutsbezirk integriert. Im Jahre 1874 kam Groß Kannapinnen zum neu errichteten Amtsbezirk Niebudszen, der – umbenannt 1936 in „Amtsbezirk Niebudschen“ und 1938 in „Amtsbezirk Herzogskirch“ – bis 1945 zum Kreis Gumbinnen im Regierungsbezirk Gumbinnen der preußischen Provinz Ostpreußen gehörte. Im Jahre 1910 zählte der Ort 117 Einwohner.
Am 30. September 1928 gab Groß Kannapinnen seine Eigenständigkeit auf und wurde in die Landgemeinde Guddatschen (1938 bis 1946: Kleehagen, heute nicht mehr existent) eingemeindet. Am 3. Juni 1938 erhielt Groß Kannapinnen seine Umbenennung in „Steinsruh“.
1945 kam der Ort in Kriegsfolge mit seiner Muttergemeinde innerhalb des nördlichen Ostpreußen zur Sowjetunion. 1950 erhielt er die russische Bezeichnung „Otschakowo“ und wurde gleichzeitig dem Dorfsowjet Krasnogorski selski Sowet im Rajon Gussew zugeordnet. Von 2008 bis 2013 gehörte Judino zur Landgemeinde Kubanowskoje selskoje posselenije und seither zum Stadtkreis Gussew.

## Kirche
Groß Kannapinnen resp. Steinsruh mit seiner mehrheitlich evangelischen Bevölkerung war bis 1945 ein Kirchspielort der Kirche Niebudszen. Sie gehörte zum Kirchenkreis Gumbinnen in der Kirchenprovinz Ostpreußen der Kirche der Altpreußischen Union. Heute liegt Otschakowo im Einzugsbereich der neu entstandenen evangelisch-lutherischen Gemeinde der Salzburger Kirche in Gussew mit Pfarrei innerhalb der Propstei Kaliningrad (Königsberg) der Evangelisch-lutherischen Kirche Europäisches Russland.

## Persönlichkeiten
- Emil Kammer (* 1874 in Groß Kannapinnen; † 1960 in Darmstadt), Bauingenieur und Hochschullehrer